# Mary Wright
Mary Wright geboren Shannon, (12 februari 1944) is een voormalig Brits tafeltennisster en kwam uit voor Engeland.
In 1965 trouwde Shannon met tafeltennispartner Brian Wright.

## Belangrijkste resultaten
- Goud in het dubbelspel op de Europese kampioenschappen 1962 in West-Berlijn met Diane Rowe.
- Goud in het dubbelspel op de Europese kampioenschappen 1964 in Malmö met Diane Rowe.
- Goud met het team op de Europese kampioenschappen 1964 in Malmö.
- Zilver met het team op de Europese kampioenschappen 1962 in West-Berlijn.
- Zilver in het dubbelspel op de wereldkampioenschappen 1963 in Praag met Diane Rowe.
- Zilver in de gemengd dubbel op de Europese kampioenschappen 1966 in Londen met Chester Barnes.
- Brons met het team op de wereldkampioenschappen 1965 in Ljubljana.
- Brons in het dubbelspel op de Europese kampioenschappen 1966 in Londen met Diane Rowe.
- Brons in het dubbelspel op de Europese kampioenschappen 1968 in Lyon met Karenza Smith.
- Brons in het enkelspel op de Europese kampioenschappen 1968 in Lyon.
- Brons in de gemengd dubbel op de Europese kampioenschappen 1968 in Lyon met Denis Neale.
- Brons in de gemengd dubbel op de wereldkampioenschappen 1969 in München met Denis Neale.
- Brons in de gemengd dubbel op de Europese kampioenschappen 1970 in Moskou met Denis Neale.
- Brons met het team op de Europese kampioenschappen 1970 in Moskou.